# Carabine de jardin
 (juillet 2023).
La mise en forme du texte ne suit pas les recommandations de Wikipédia : il faut le « wikifier ».
Les points d'amélioration suivants sont les cas les plus fréquents. Le détail des points à revoir est peut-être précisé sur la page de discussion.
- Les titres sont pré-formatés par le logiciel. Ils ne sont ni en capitales, ni en gras.
- Le texte ne doit pas être écrit en capitales (les noms de famille non plus), ni en gras, ni en italique, ni en « petit »…
- Le gras n'est utilisé que pour surligner le titre de l'article dans l'introduction, une seule fois.
- L'italique est rarement utilisé : mots en langue étrangère, titres d'œuvres, noms de bateaux, etc.
- Les citations ne sont pas en italique mais en corps de texte normal. Elles sont entourées par des guillemets français : « et ».
- Les listes à puces sont à éviter, des paragraphes rédigés étant largement préférés. Les tableaux sont à réserver à la présentation de données structurées (résultats, etc.).
- Les appels de note de bas de page (petits chiffres en exposant, introduits par l'outil «  Source ») sont à placer entre la fin de phrase et le point final[comme ça].
- Les liens internes (vers d'autres articles de Wikipédia) sont à choisir avec parcimonie. Créez des liens vers des articles approfondissant le sujet. Les termes génériques sans rapport avec le sujet sont à éviter, ainsi que les répétitions de liens vers un même terme.
- Les liens externes sont à placer uniquement dans une section « Liens externes », à la fin de l'article. Ces liens sont à choisir avec parcimonie suivant les règles définies. Si un lien sert de source à l'article, son insertion dans le texte est à faire par les notes de bas de page.
- La présentation des références doit suivre les conventions bibliographiques. Il est recommandé d'utiliser les modèles {{Ouvrage}}, {{Chapitre}}, {{Article}}, {{Lien web}} et/ou {{Bibliographie}}. Le mode d'édition visuel peut mettre en forme automatiquement les références.
- Insérer une infobox (cadre d'informations à droite) n'est pas obligatoire pour parachever la mise en page.

Pour une aide détaillée, merci de consulter Aide:Wikification.
Si vous pensez que ces points ont été résolus, vous pouvez retirer ce bandeau et améliorer la mise en forme d'un autre article.

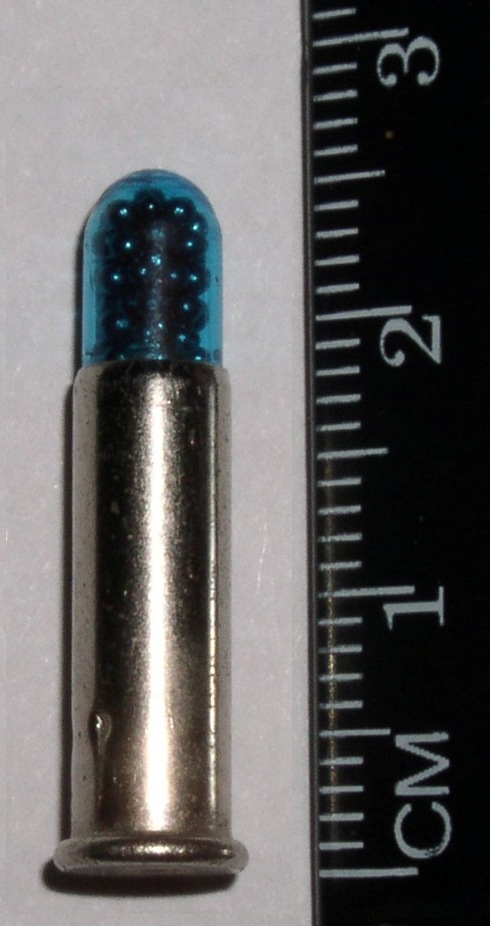
cartouche CCI .22LR à grenaille

Les carabines de jardin sont des armes de chasse de petit calibre utilisées par des particuliers et agriculteurs pour la lutte contre les ravageurs dans les jardins ou les plantations. Elles utilisent de petits calibres tels que le .410, .360, 9 mm Flobert, 7 mm Flobert ou .22 long rifle. Ce sont des armes à courte portée qui perdent en efficacité au-delà de 15 à 20 mètres, et qui sont relativement silencieuses lorsqu'elles sont tirées avec des munitions à percussion annulaire. Ces armes sont particulièrement adaptées pour une utilisation à l'intérieur des granges et des hangars, car la faible vitesse ne pénétrera pas les toits ou les murs, ni ne blessera le bétail avec un ricochet. Ces armes sont également utilisées pour la lutte antiparasitaire dans les aéroports, les entrepôts, les parcs à bestiaux, etc.

## .22 à percussion annulaire
En Amérique du Nord, les carabine de jardin sont généralement chambrées pour calibre .22 à percussion annulaire et la cartouche la plus courante est un .22 Long Rifle chargé à la grenaille pour la lutte antiparasitaire. À partir d'un fusil standard, ces cartouches ne peuvent être efficaces qu'à une distance d'environ 3 mètres (10 pi) - mais dans une arme à canon lisse, cela peut s'étendre jusqu'à 15 mètres (50 pi) .
Des exemples d'armes à feu à canon lisse incluent le : Marlin Model 25MG,,, Remington Model 511SB, Winchester Model 67 et le Henry Garden Gun.

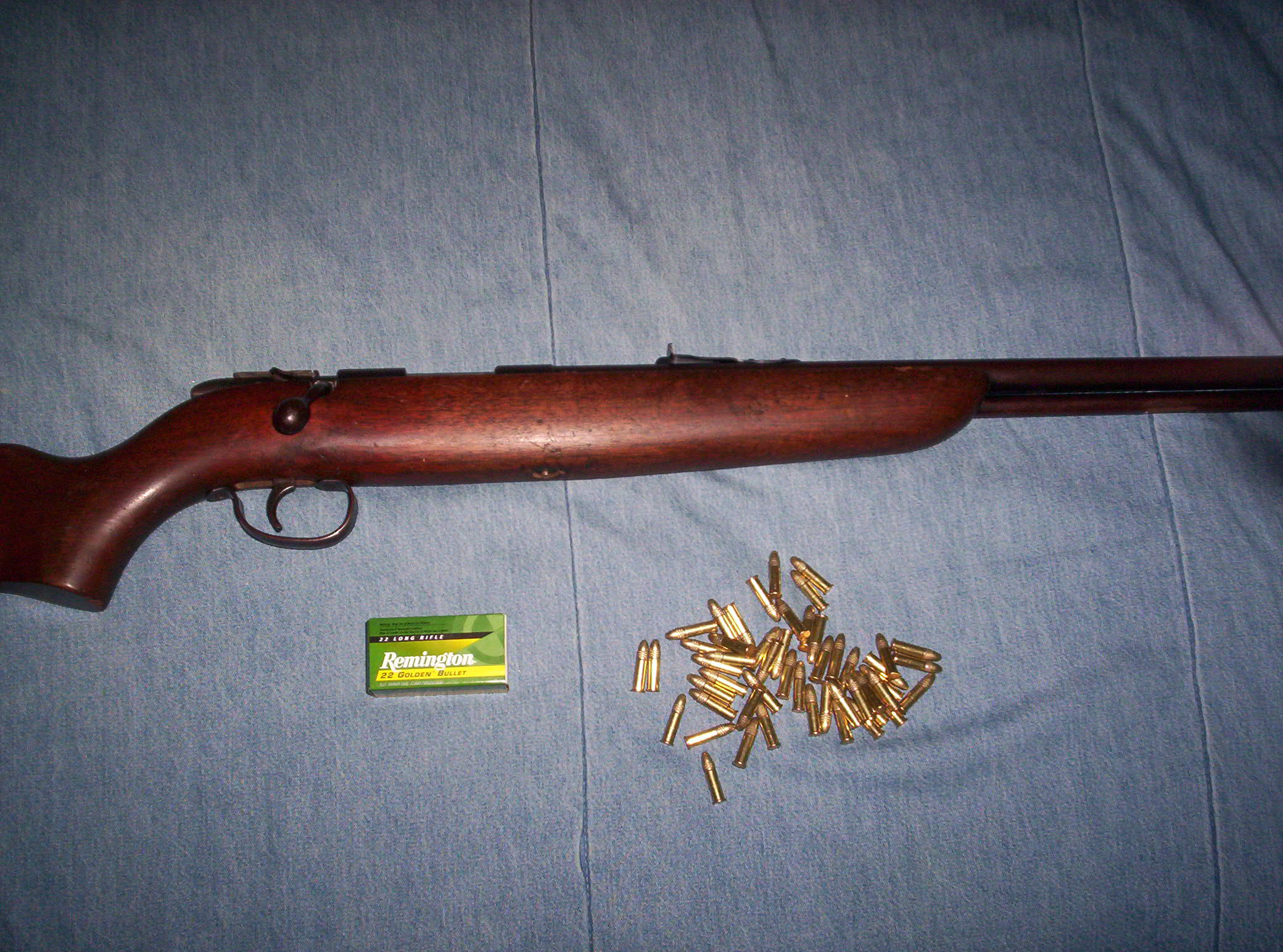
Remington modèle 512 Sportmaster avec munitions standard .22LR

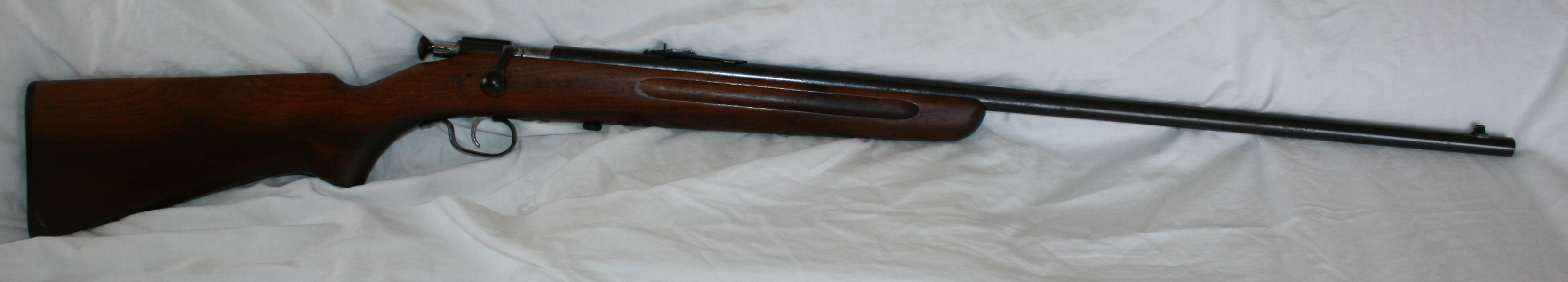
Winchester Modèle 67

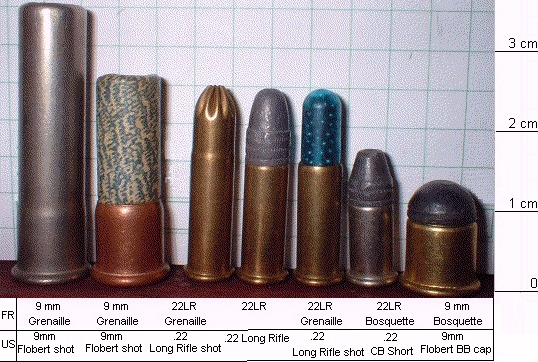
comparaison entre le 9mm Flobert, 9mm Flobert short, .22 Long Rifle a grenaille, .22 Long Rifle, .22 Long Rifle CCI a grenaille, .22 CB Short et 9 mm Flobert BB

En Europe, les armes de jardin conçues pour la cartouche à percussion annulaire Flobert de 9 mm sont plus courantes  du fait de la plus grande popularité dans le passé de cette cartouche. Elle ne font l'objet que de très peu voire pas de restrictions, même dans les pays où les lois sur les armes à feu sont strictes.[réf. nécessaire]</link> Sa puissance et sa portée sont très limitées, ce qui le rend approprié uniquement pour la lutte antiparasitaire ou un usage de loisir.
Comme exemple, les munitions à percussion annulaire Flobert de 9 mm fabriquées par Fiocchi utilisent une cartouche en laiton tirant un coup vitesse de 600 ips.
Les exemples incluent la carabine de chasse Chiappa Little Badger,,

## Calibre .410
Les petits fusils de chasse de calibre .410 tels que le Snake Charmer, le Rossi Tuffy et le H&amp;R Tamer sont également couramment utilisés par les particulier et les agriculteurs pour la lutte antiparasitaire et sont parfois appelés «carabine de jardin». Les fusils de chasse .410 chargés de cartouches sont bien adaptés à la chasse au petit gibier et à la lutte antiparasitaire, y compris les lapins, les écureuils, les serpents, les rats, les oiseaux, etc.